# Pedistylis
Pedistylis é um género botânico pertencente à família Loranthaceae.